# Murray Lee Eiland
Murray Lee Eiland Jr., né le 9 septembre 1936 à Taft (Californie), est un auteur, universitaire et chercheur américain spécialisé dans les tapis orientaux anciens,. Il est l'auteur de plus de 20 livres, se concentrant particulièrement sur l'étude des tapis de la péninsule arabique, de la Chine, de l'Iran, du Turkestan et de la région du Caucase. Eiland Jr. est également l'un des contributeurs de l'Encyclopædia Britannica.
Son livre intitulé Oriental Carpets: A Complete Guide (1998), coécrit avec Murray Lee Eiland III, documente et décrit les techniques, dessins et matériaux traditionnels utilisés dans les tapis des XIXe et XXe siècles du Moyen et d'Extrême-Orient.

## Biographie
Eiland est né le 9 septembre 1936 à Taft, en Californie.
De 1954 à 1957, il a fait ses études à l'Université de Californie à Los Angeles (UCLA), à partir de 1958 il continue ses études à l'Université de Californie à Berkeley (UC Berkeley). En 1961, il a obtenu un doctorat de médecine à l'Université de Californie à San Francisco (UCSF).
Depuis 1974, il est président d'Oriental Rug Co., Inc. De 1965 à 2000, il a travaillé à l'hôpital d'État de Napa, puis à la clinique de santé mentale du comté de Contra Costa de 2000 à 2011. Eliand est membre à part entière de l'Association américaine de psychiatrie, de la California Medical Association, de la Northern California Psychiatric Association et de la Phi Beta Kappa Society.

### Ouvrages
- Murray L. Jr. Eiland, Oriental Rugs: A Comprehensive Guide, Boston, Massachusetts, New York Graphic Society, 1973, 1re éd. (ISBN 978-0-8212-0643-0)[5],[6]
- Murray L. Jr. Eiland, Oriental Rugs: A Comprehensive Guide, Boston, Massachusetts, New York Graphic Society, 1976, 2e éd. (ISBN 978-0821206430)
- Murray L. Jr. Eiland, Chinese and Exotic Rugs, Boston, Massachusetts, New York Graphic Society, 1979, 1re éd. (ISBN 978-0821207451)
- Lucy Der Manuelian et Murray L. Jr. Eiland, Weavers, Merchants, and Kings: The Inscribed Rugs of Armenia, Fort Worth, Texas, Kimbell Art Museum, 1984 (ISBN 978-0912804170)
- Murray L. Jr. Eiland, Oriental Rugs from Pacific Collections, San Francisco, Californie, Bay Area Rug Society, 1990 (ISBN 978-0295972077)
- Dennis Dodds et Murray L. Jr. Eiland, Oriental Rugs from Atlantic Collections, Philadelphie, Pennsylvanie, Philadelphia Eighth ICOC, 1996 (ISBN 978-1889666020)
- Murray L. Jr. Eilland et Murray III Eilland, Oriental Rugs - A Complete Guide, Londres, Royaume-Uni, Callmann & King Ltd., 1998, modifié éd. (ISBN 978-0821225486)
- Robert Pinner et Murray L. Jr. Eiland, Oriental Carpet and Textile Studies: The Salting Carpets, San Francisco, Californie, International Conference on Oriental Carpets, 1999 (ISBN 978-1889666051)
- Robert Pinner et Murray L. Jr. Eiland, Between the Black Desert and the Red, Turkmen Carpets from the Wiedersperg Collection, San Francisco, Californie, Fine Arts Museum, 1999 (ISBN 0884010996)
- Murray L. Jr. Eiland, Passages: Celebrating Rites of Passage in Inscribed Armenian Rugs, Armenian Rugs Society (2002), 2002 (ISBN 978-0972115902)

### Articles
- Turkomans and Scholarship, par Dr. Murray L. Eiland, Jr., Vol. 8/2
- Themes in Afshar Weaving, par Murray Eiland, Revue d'une exposition à Adraskand, Vol. 8/3
- Critique de livre, Oriental Carpets in The Philadelphia Museum of Art, par Charles Grant Ellis, revue par Murray L. Eiland, Jr., Vol. 8, No. 4, p. 45
- A Look at the Word Tribal, par Murray L. Eiland, Un avertissement concernant l'utilisation d'étiquettes de tapis, Vol. 9/5
- Tibetan Rugs at Adraskand, exhibition revue par Murray L. Eiland, Jr., Exposition stimulante et extrêmement satisfaisante, Vol. 11/6
- The Pregnant Boteh, exhibition revue par Murray L. Eiland, Jr, #125, Vol. 16/2

### Critiques de livres
- Eiland, Murray, Review of The Goddess from Anatolia, James Mellaart, Belkis Balpinar and Udo Hirsch, in Oriental Rug Review, vol. 10, No. 6 (août/septembre 1990)
- A Foreshadowing of 21st Century Art, Oriental Rug Review 15:1, 1994, 42-46

### Présentations de conférence
- « The Earliest Suviving Turkish Carpets » (Octobre 14-17, 1994) 
—II Conférence internationale sur les tapis turcs et d'Asie centrale, Istanbul, Turquie
- « Speculations Around the Origin of Rug Weaving in Tibet » (Novembre 9-11, 1984) 
—10e Convention de tapis du Musée du textile
- « The Development of Village and Nomad Rug Designs » (1979) 
—L'exposition A Weaver's Art May Fine aux Arts Museums de San Francisco
- « Comments on the Origin of Safavid Carpets » (Avril 11-18, 1968) 
—V Congrès international d'art et d'archéologie iranienne, Téhéran, Ispahan, Shiraz

### Encyclopædia Britannica
(en) Murray L. Eiland, « Rug and carpet », dans Encyclopædia Britannica (lire en ligne [archive du 12 août 2020]) (archive du 2020-08-12)

### Livres de fiction
- The Sword of Telemon (The Orfeo Saga, #1),  (ISBN 978-1517042226)
- The Emperor of Babylon (The Orfeo Saga, #2)  (ISBN 978-1518633072)
- Zurga's Fire (The Orfeo Saga, #3)  (ISBN 978-1519278364)
- The Wanderer's Last Journey (The Orfeo Saga, #4)  (ISBN 978-1519655790)
- Return to Babylon (The Orfeo Saga, #5)  (ISBN 978-1537090535)
- The Slave Boy (The Orfeo Saga, #6)  (ISBN 978-1543198492)
- The Raid on Troy (The Orfeo Saga, #7)  (ISBN 978-1545014035)
- The Ishtar Cup (Bart Northcote, #1)  (ISBN 9781517362287)
- A Search for Family (Bart Northcote, #2)  (ISBN 978-1522729495)
- A New Family (Bart Northcote, #3)  (ISBN 978-1530056385)
- Winchester's Bargain (Bart Northcote, #4)  (ISBN 978-1537783895)

## Lectures complémentaires
- « Tapis chinois et exotiques (critique de livre) », Antique Journal,‎ décembre 1980, p. 43
- Patricia R. Hausman, « Tapis chinois et exotiques (critique de livre) », Library Journal,‎ 15 janvier, 1980, p. 192